# Michel Koch (cyclisme)
Pour les articles homonymes, voir Michel Koch et Koch.
Michel Koch, né le 15 octobre 1991 à Wuppertal, est un coureur cycliste allemand.

## Biographie
Michel Koch naît le 15 octobre 1991 à Wuppertal en Allemagne. Il vient d'une famille de cyclistes. Son grand-père et ses deux frères sont des cyclistes des années 1960. La sœur de Michel est Franziska Koch (née en 2000), également coureuse professionnelle. Leur mère est Petra Stegherr, une cycliste allemande des années 1980. 
Membre de LKT Brandenburg de 2010 à 2012, il entre dans l'équipe ProTeam Cannondale où il reste en 2013 et 2014. En 2015, il est dans l'équipe continentale Rad-net Rose.

## Palmarès sur route

### Par années
- 2009[1]
  -  Champion d'Allemagne du contre-la-montre juniors
  - 5e du championnat du monde du contre-la-montre juniors
  - 9e du championnat d'Europe sur route juniors
- 2010
  - 2e du championnat d'Allemagne sur route espoirs
  - 2e du championnat d'Allemagne du contre-la-montre espoirs
- 2011
  - Erzgebirgsrundfahrt
  - 5e du championnat d'Europe du contre-la-montre espoirs
- 2012
  -  Champion d'Allemagne de la montagne espoirs
  - 3e du championnat d'Allemagne sur route espoirs

### Résultats sur les grands tours

#### Tour d'Italie
1 participation
- 2014 : 152e

## Palmarès sur piste

### Championnats d'Allemagne
- 2007
  - 3e de la course aux points cadets
- 2009
  -  Champion d'Allemagne de poursuite par équipes juniors (vec Nikias Arndt, Tobias Barkschat et Lars Telschow)
- 2012
  -  Champion d'Allemagne de poursuite par équipes (avec Henning Bommel, Kersten Thiele et Yuriy Vasyliv)
  - 3e de la poursuite
- 2014
  - 2e de l'omnium
- 2015
  - 2e de la poursuite par équipes